# Alt-Katholisches Seminar der Universität Bonn
Das Alt-Katholische Seminar der Universität Bonn ist eine Ausbildungsstätte der Altkatholischen Kirche in Deutschland. Es bietet, deutschlandweit einzigartig, einen viersemestrigen Masterstudiengang "Alt-Katholische und Ökumenische Theologie" an. Voraussetzung dafür ist ein vorheriger Abschluss in Theologie. Bis 2013 war die Einschreibung in einen zehnsemestrigen Studiengang Alt-Katholische Theologie mit ökumenischer Ausrichtung möglich, der mit dem Kirchlichen Examen in Altkatholischer Theologie abgeschlossen wird. Forschungsschwerpunkte des Seminars liegen in der Auseinandersetzung mit der Geschichte und Theologie des Altkatholizismus sowie in der Ökumenischen Theologie. Die Einrichtung ist direkt dem Rektorat der Universität Bonn unterstellt.